# Hans Hummel
Hans Hummel (ur. ?, zmarł tragicznie w 1630 r. w Lewoczy) – pochodzący z Norymbergi organmistrz niemiecki działający na początku XVII wieku, m.in. w Krakowie. Twórca najstarszych polskich organów w bazylice św. Andrzeja Apostoła w Olkuszu. Ich budowę rozpoczął w 1611 r. Po tragicznej śmierci syna w wyniku upadku z rusztowania, przerwał prace nad instrumentem w 1624 r. Dzieła dokończył jego uczeń Jerzy Nitrowski w 1633 r.

## Dzieła
- gruntowna przebudowa „organów krzywych” w bazylice Mariackiej w Krakowie (od 1618 r.)[3]
- organy w bazylice św. Andrzeja Apostoła w Olkuszu. (1611 – ukończone przez Jerzego Nitrowskiego w 1633 r.)
- organy w kościele św. Jakuba w Lewoczy (Słowacja) (1624 – ukończone przez Jerzego Nitrowskiego w 1630 r.)
- organy (niezachowane) w kościele Św. Marka w Krakowie (najstarsza źródłowa wzmianka o instrumencie pochodzi z 1703 r.)